# Cheveuges
Cheveuges település Franciaországban, Ardennes megyében. Lakosainak száma 470 fő (2022. január 1.). Cheveuges Bulson, Donchery, Noyers-Pont-Maugis, Saint-Aignan, Sedan, Villers-sur-Bar, Wadelincourt és Chémery-Chéhéry községekkel határos.

## Népesség
A település népességének változása:
| Lakosok száma | 391  | 419  | 460  | 437  | 419  | 430  | 442  | 455  | 466  | 470  |
|               | 1990 | 1999 | 2011 | 2013 | 2015 | 2017 | 2018 | 2019 | 2021 | 2022 |